# Список прізвиськ штатів США
Офіційне прізвисько (англ. official nickname, від середньо-англійського an eke name — «інше ім'я») — описова назва штату США, використовуване як доповнення до основного імені. Прізвище, офіційно схвалюване законодавчими зборами штату, як правило, відображає якусь особливість історії або географії штату та часто носить рекламний характер.
Традиція присвоєння прізвиськ сходить до часу утворення перших штатів. Наприклад, прізвисько штату Нью-Йорк — «Імперський штат» (англ. Empire State) — пов'язане з висловленням Джорджа Вашингтона: «Штат Нью-Йорк буде базою нашої імперії».
Прізвиська, що є офіційними, виділені жирним шрифтом.
| Штат                                  | Прізвиська |
| ------------------------------------- | --- |
| Айдахо                                | - Штат-Самоцвіт (англ. Gem State) |
| Айова                                 | - Кукурудзяний Штат (англ. Corn State) - Штат Око Яструба (англ. Hawkeye State) |
| Алабама (немає офіційного прізвиська) | - Штат Камелії (Camellia State) - Штат бавовни (англ. Cotton State) - Серце Діксі (Heart of Dixie) - Штат вівсянки (англ. Yellowhammer State) |
| Аляска                                | - Велика Земля (англ. Great Land) - Останній рубіж (англ. Last Frontier) - Земля північного сонця (англ. Land of the Midnight Sun) - Континентальний штат (англ. Mainland State)                                                                                          |
| Аризона                               | - Штат апачів (англ. Apache State) - Штат ацтеків (англ. Aztec State) - Мідний штат (англ. Copper State) - Штат Великого Каньйону (англ. Grand Canyon State) |
| Арканзас                              | - Ведмежий штат (англ. Bear State) - Земля можливостей (англ. Land of Opportunity) (колишнє офіційне прізвисько) - Природний штат (англ. Natural State) - Штат-диво (англ. Wonder State) - Штат термальних вод                                                            |
| Вайомінг                              | - Штат ковбоїв (англ. Cowboy State) - Штат рівності (англ. Equality State) |
| Вашингтон                             | - Вічнозелений штат (Evergreen State) - Штат яблук |
| Вермонт                               | - Штат Зеленої гори (англ. Green Mountain State) |
| Вірджинія                             | - Мати президентів (англ. Mother of Presidents) - Старий домініон (англ. Old Dominion) |
| Вісконсин                             | - Американська країна масла (англ. America's Dairyland) - Штат борсука (Badger State) - Штат сиру |
| Гаваї                                 | - Штат Алоха (англ. Aloha State) - Ананасовий штат (англ. Pineapple State) - Райдужний штат (англ. Rainbow State) |
| Делавер                               | - Діамантовий штат (англ. Diamond State) - Перший штат (англ. First State) (Делавер перший штат, який ратифікував Конституцію) - Земля покупок без податків (англ. Land of Tax-Free Shopping) - Хімічна столиця (англ. Chemical Capital) - Нова Швеція (англ. New Sweden) |
| Джорджія                              | - Персиковий штат (англ. Peach State) - Імперський штат Півдня (англ. Empire State of the South) |
| Західна Вірджинія                     | - Гірський штат (англ. Mountain State) - Штат-ручка каструлі (англ. Panhandle State) |
| Іллінойс                              | - Земля Лінкольна (англ. Land of Lincoln) - Штат кукурудзи (англ. Corn State) - Штат прерії (англ. Prairie State) |
| Індіана                               | - Штат здорованів (англ. Hoosier State) - Штат гостинності (англ. Hospitality State) |
| Каліфорнія                            | - Штат Ельдорадо (англ. El Dorado State) - Золотий Штат (англ. Golden State) |
| Канзас                                | - Штат циклонів (англ. Cyclone State) - Соняшниковий штат (англ. Sunflower State) |
| Кентуккі                              | - Штат мятлика (англ. Bluegrass State) - Штат тютюну (англ. Tobacco State) |
| Колорадо                              | - Столітній штат (англ. Centennial State) - Найвищий штат (англ. Highest State) |
| Коннектикут                           | - Конституційний штат (англ. Constitution State) - Мускатний штат (англ. Nutmeg State) |
| Луїзіана                              | - Заболочений штат (англ. Bayou State) - Дитя Міссісіпі (англ. Child of the Mississippi) - Креольський штат (англ. Creole State) - Штат пелікану (англ. Pelican State) - Цукровий штат (англ. Sugar State)                                                                |
| Массачусетс                           | - Дух Америки (англ. Spirit of America) - Штат заливів (англ. Bay State) - Стара колонія (англ. Old Colony) |
| Мен                                   | - Сосновий штат (англ. Pine Tree State) - Земля канікул (англ. Vacationland) |
| Меріленд                              | - Штат кокарди (англ. Cockade State) - Монументальний штат (англ. Monumental State) - Штат старого кордону (англ. Old Line State) - Штат водяної черепахи (Terrapin State)                                                                                                |
| Міннесота                             | - Штат ховрахів (англ. Gopher State) - Земля 10 000 озер (англ. Land of 10,000 Lakes) - Штат Північної зірки (англ. North Star State) |
| Міссісіпі                             | - Штат гостинності (англ. Hospitality State) - Штат магнолії (англ. Magnolia State) |
| Міссурі                               | - Штат злитків золота (англ. Bullion State) - Штат печер (англ. Cave State) - Свинцевий штат (англ. Lead State) - Штат «Покажи мені» (англ. Show Me State) |
| Мічиган                               | - Штат Великих озер (англ. Great Lakes State) - Штат рукавиць (англ. Mitten State) - Штат Росомах (англ. Wolverine State) |
| Монтана                               | - Країна великого неба (англ. Big Sky Country) - Останнє найкраще місце (англ. The Last Best Place) - Штат скарбів (англ. Treasure State) |
| Небраска                              | - Штат яловичини (англ. Beef State) - Штат облущувачів кукурудзи (англ. Cornhusker State) |
| Невада                                | - Народжений у боях штат (англ. Battle-Born State) - Срібний штат (англ. Silver State) |
| Нью-Гемпшир                           | - Гранітний штат (англ. Granite State) - Мати річок (англ. Mother of Rivers) |
| Нью-Джерсі                            | - Садовий штат (англ. Garden State) |
| Нью-Йорк                              | - Імперський штат (англ. Empire State) |
| Нью-Мексико                           | - Земля зачарування (англ. The Land of Enchantment) - Нова Андалусія |
| Огайо                                 | - Штат кінського каштану (англ. Buckeye State) - Місце народження авіації (англ. Birthplace of Aviation) |
| Оклахома                              | - Штат проворних (англ. Sooner State) |
| Орегон                                | - Бобровий штат (англ. Beaver State) - Об'єднаний штат (англ. Union State) |
| Пенсільванія                          | - Штат замкового каменю (англ. Keystone State) |
| Південна Дакота                       | - Штат койотів (англ. Coyote State) - Штат гори Рашмор (англ. Mount Rushmore State) - Штат завірюх (англ. Blizzard State) |
| Південна Кароліна                     | - Штат карликової пальми (англ. Palmetto State) |
| Північна Дакота                       | - Ховраховий штат (англ. Flickertail State) - Штат Саду мира (англ. Peace Garden State) - Штат сіу (англ. Sioux State) |
| Північна Кароліна                     | - Старий північний штат (англ. Old North State) - Штат скипидару (англ. Turpentine State) - Штат першого польоту (англ. First Flight State) |
| Род-Айленд                            | - Маленький Роді (англ. Little Rhody) - Океанський штат (англ. Ocean State) |
| Теннессі                              | - Штат сірого горіху (англ. Butternut State) - Добровільний штат (англ. Volunteer State) |
| Техас                                 | - Штат одинокої зірки (англ. Lone Star State) |
| Федеральний округ Колумбія            | - Округ (англ. The District) |
| Флорида                               | - Штат алігаторів (англ. Alligator State) - Апельсиновий штат (англ. Orange State) - Штат сонячного світла (англ. Sunshine State) - Штат затоки (англ. Gulf State) |
| Юта                                   | - Штат вулика (англ. Beehive State) - Штат мормонів (Mormon State) |